# Battaglia di Simancas
La battaglia di Simancas fu una battaglia fra le truppe del re cristiano Ramiro II di León e quelle del califfo musulmano Abd al-Rahman III vicino alle mura della città di Simancas. La battaglia, che ebbe luogo nel 939, permise ai cristiani di prendere il controllo delle terre intorno al fiume Duero.
La battaglia esplose dopo che l'offensiva lanciata nel 934 dall'esercito di Abd al-Rahman III nei territori cristiani del nord. Ad al-Rahman III aveva organizzato un grande esercito di combattenti mori con l'aiuto del governatore moro di Saragozza, Abu Yahya. Ramiro II lo sfidò con le sue truppe, quelle del conte di Castiglia Fernan Gonzalez, quelle navarresi di García Sánchez I, quelle del Regno di Galizia e quelle del Regno delle Asturie.
Alcuni testimoni riferirono di una spettacolare eclissi di sole che ebbe luogo durante il primo giorno della battaglia:
La battaglia si concluse alcuni giorni dopo con le truppe cristiane vincitrici e i Mori in fuga.